# Lijst van voetbalinterlands Nepal - Palestina
Deze lijst van voetbalinterlands is een overzicht van alle officiële voetbalinterlands tussen de nationale teams van Nepal en Palestina. De landen hebben tot nu toe vier keer tegen elkaar gespeeld. De eerste ontmoeting was een kwalificatiewedstrijd voor de AFC Challenge Cup 2010 op 26 maart 2009 in Kathmandu. Het laatste duel, een vriendschappelijke wedstrijd, werd gespeeld in Sylhet (Bangladesh) op 6 oktober 2018.

## Wedstrijden
| № | Plaats    | Datum          | Competitie                          | Wedstrijd         | Uitslag |
| - | --------- | -------------- | ----------------------------------- | ----------------- | ------- |
| 1 | Kathmandu | 26 maart 2009  | AFC Challenge Cup 2010 kwalificatie | Nepal − Palestina | 0 − 0   |
| 2 | Kathmandu | 8 maart 2012   | AFC Challenge Cup 2012              | Nepal − Palestina | 0 − 2   |
| 3 | Kathmandu | 6 maart 2013   | AFC Challenge Cup 2014 kwalificatie | Nepal − Palestina | 0 − 0   |
| 4 | Sylhet    | 6 oktober 2018 | Vriendschappelijk                   | Palestina − Nepal | 1 − 0   |

## Samenvatting
| Competitie                     | Totaal gespeeld | Winst Nepal | Gelijk | Winst Palestina | Doelsaldo Nepal – Palestina |
| ------------------------------ | --------------- | ----------- | ------ | --------------- | --------------------------- |
| AFC Challenge Cup              | 1               | 0           | 0      | 1               | 0 − 2                       |
| AFC Challenge Cup-kwalificatie | 2               | 0           | 2      | 0               | 0 − 0                       |
| Vriendschappelijk              | 1               | 0           | 0      | 1               | 0 − 1                       |
| Totaal                         | 4               | 0           | 2      | 2               | 0 − 3                       |

ANFA · A-internationals · Nepalees vrouwenelftal
1972 – 1989 ·
1990 – 1999 ·
2000 – 2009 ·
2010 – 2019 ·
2020 – 2029
Afghanistan ·
Algerije ·
Australië ·
Bahrein ·
Bangladesh ·
Bhutan ·
Brunei ·
Cambodja ·
China ·
Filipijnen ·
Hongkong ·
India ·
Indonesië ·
Irak ·
Iran ·
Japan ·
Jemen ·
Jordanië ·
Kazachstan ·
Kirgizië ·
Koeweit ·
Laos ·
Macau ·
Malediven ·
Maleisië ·
Mauritius ·
Myanmar ·
Noord-Korea ·
Oman ·
Oost-Timor ·
Pakistan ·
Palestina ·
Saoedi-Arabië · 
Singapore ·
Sri Lanka ·
Syrië ·
Tadzjikistan · 
Taiwan ·
Thailand · 
Turkmenistan ·
Verenigde Arabische Emiraten ·
Vietnam ·
Zuid-Korea
PFF · 
Bondscoaches · 
A-internationals · 
Palestijns vrouwenelftal
1953 – 1959 ·
1960 – 1969 ·
1970 – 1979 ·
1980 – 1989 ·
1990 – 1999 ·
2000 – 2009 ·
2010 – 2019 ·
2020 − 2029
Afghanistan ·
Australië ·
Azerbeidzjan ·
Bahrein ·
Bangladesh ·
Bhutan ·
Burundi ·
Cambodja ·
Chili · 
China ·
Comoren ·
Egypte ·
Filipijnen ·
Griekenland ·
Guam ·
Hongkong ·
India ·
Indonesië ·
Irak ·
Iran ·
Japan ·
Jemen ·
Jordanië ·
Kazachstan ·
Kirgizië ·
Koeweit ·
Libanon ·
Libië ·
Malediven ·
Maleisië ·
Marokko ·
Mauritanië ·
Mongolië ·
Myanmar ·
Nepal ·
Noord-Korea ·
Oezbekistan ·
Oman ·
Oost-Timor ·
Pakistan ·
Qatar ·
Saoedi-Arabië ·
Seychellen ·
Singapore ·
Soedan ·
Sri Lanka ·
Syrië ·
Tadzjikistan ·
Taiwan ·
Tanzania ·
Thailand · 
Turkmenistan ·
Verenigde Arabische Emiraten ·
Vietnam ·
Zuid-Korea